# La Batalla de las Amazonas

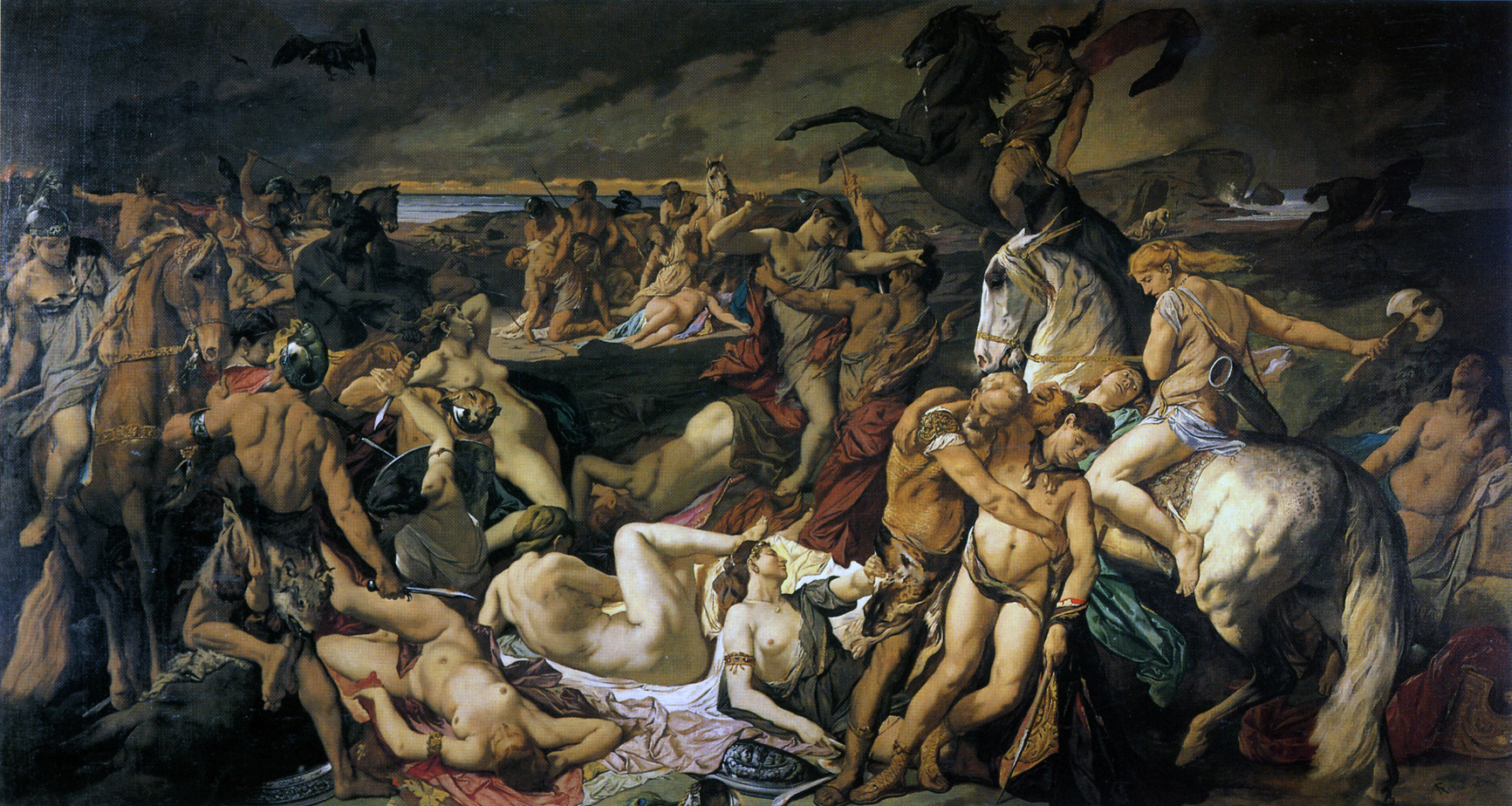
Amazonas

La segunda versión de La Batalla de las Amazonas fue creada en 1871 y terminada en 1873 por el pintor alemán Anselm Feuerbach, durante una larga estancia en  Roma. Las dimensiones de esta obra de arte son 4,05 por 6,93 metros y, en cuanto al lugar de exhibición, se encuentra en el Germanisches Nationalmuseum de la ciudad de Núremberg.

La obra trata de capturar la leyenda de las Amazonas en la Guerra de Troya.

## Fondo

### Primera batalla de las amazonas (estudio de óleo)

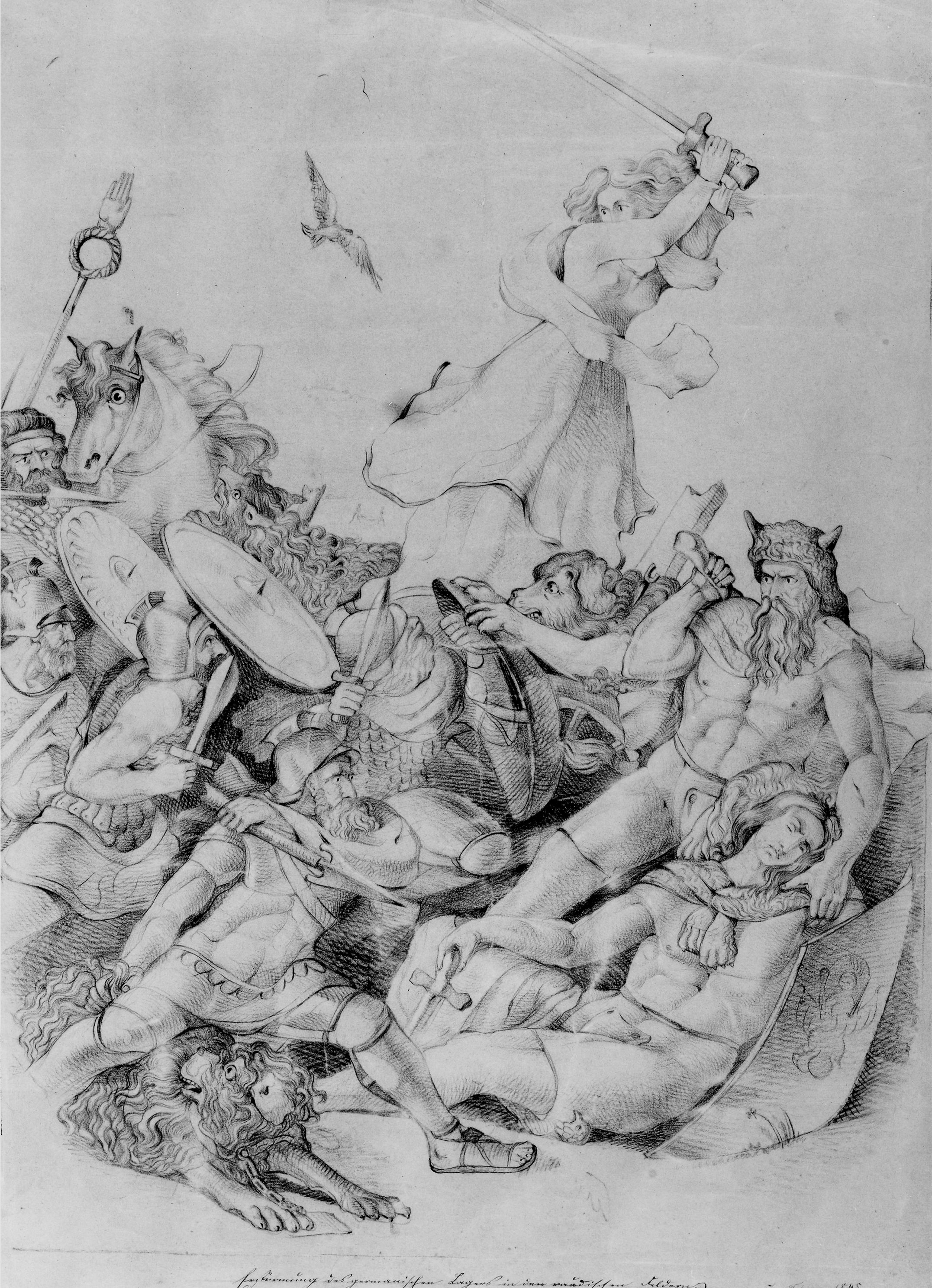
Asalto al campo germánico en la Batalla de los Campos Ráudicos (1845)

La primera versión artística de la Batalla de la Amazonas por Feuerbach fue creada a finales de 1856 y terminada en 1857. Sin embargo, Feuerbach ya había estado trabajando en un tema similar en 1845 conocido como “El asalto del campo germánico en la Batalla de los Campos Ráudicos”, utilizando varios tonos de marrón y blanco opaco sobre papel marrón claro de 29,7 por 38,3 cm. Lo finalizó el 1 de septiembre de 1845 y se encuentra en la Sala de Grabado de los Museos Estatales de Berlín. Julius Allgeyer, el biógrafo del artista, describe los dibujos como “evidencia de torpeza infantil" en términos de concepción y ejecución.
Feuerbach creó la primera versión en 1856-1857 y, según su preferencia, optó por una forma de óvalo transversal. Así logró resolver los problemas de composición en comparación a las obras de ninfa. El paisaje es un tramo árido de costa que se desenvuelve gradualmente desde el fondo hasta el primer plano. Además, en las figuras que se encuentran en una forma de S, se pueden identificar dos grupos en los que se unen producciones teatrales individuales. En cuanto a la escena, está compuesta y ordenada, aunque es de esperar confusión y tumulto debido al tema de la obra. En la monografía sobre Feuerbach (1944), el historiador Ulrich Christoffel elogió su sentido dinámico de la superficie y su “sentido de la distribución contrapuntística de la masa y la luz”. Jürgen Ecker por su parte publicó en 1991 un trabajo que describe el estudio del óleo como un experimento compositivo de Feuerbach y menos como una representación creíble del tema. El estudio al óleo que mide 53 por 64,5 cm se encuentra ahora en el Museo Estatal de Arte e Historia Cultural en Oldenburg.

### Trabajo preparatorio (primera versión de la obra)
Tras completar el estudio de óleo en 1857, Feuerbach siguió dedicándose a la idea de la batalla amazónica. El 10 de enero de 1860 le envió a su madrastra Henriette Feuerbach una carta donde describe con bastante entusiasmo la composición de su primer borrador de la Batalla de las Amazonas y, al mismo tiempo, expresa su determinación de continuar con el tema. 
A finales del siglo XIX, alrededor de 1960, Feuerbach se dedicó de manera continua a la primera versión pictórica de la Batalla de las Amazonas. Una representación parcial se encuentra en el "Städelsches Kunstinstitut Frankfurt" y una hoja adjunta en el cuaderno de bocetos de Múnich en el " Staatliche Graphische Sammlung". Además, en las ciudades de Hamburgo, Leipzig y Dresden hay algunas representaciones con tiza de desnudos femeninos.
Durante el estudio de óleo y la primera versión de la Batalla de las Amazonas, Feuerbach conoció a Anna Risi, también conocida por el nombre de “Nanna”, que fue hasta 1865 no solo su amante, sino también su modelo más importante. 

### Creación, estructura y recepción de la primera versión de la obra

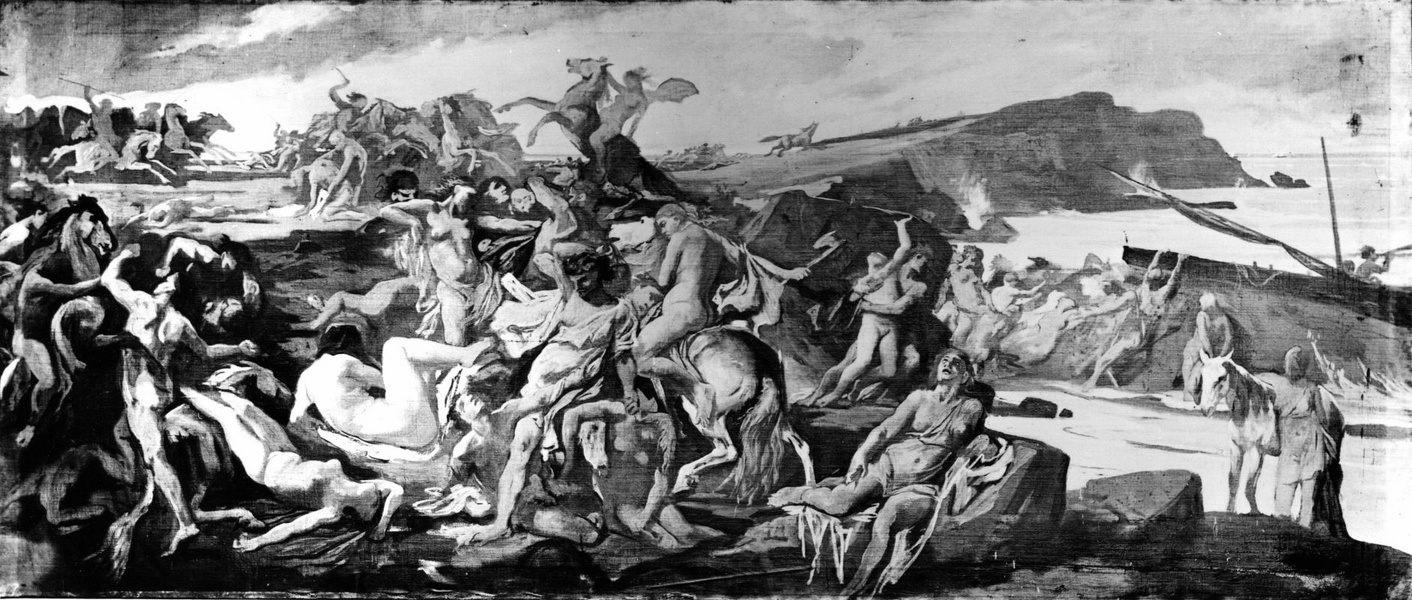
Reproducción de la primera versión del cuadro que se perdió en la Segunda Guerra Mundial

El 3 de febrero de 1868, anunció en una carta que estaba ocupado con su obra Orfeo y Eurídice y que la semana siguiente abordaría la Batalla de las Amazonas. Feuerbach anunció el 12 de marzo de este año que produciría un marco para la Batalla de las Amazonas. En esta época, ya había empezado a pintar sobre lienzo, pero aún le faltaban estudios de la naturaleza, especialmente de caballos. En la misma carta le dice a su madrastra que, por esta razón, piensa pasar mucho tiempo en los establos de Heidelberg. Finalmente, Feuerbach interrumpió su trabajo en el cuadro, pero no lo mencionó en sus cartas durante todo el año. En una carta sin fecha, probablemente fechada en febrero de 1869, informa que comenzará la batalla en ocho días. En octubre de 1869, Feuerbach decide terminar el cuadro sin alteraciones. Sin embargo, no logró terminarlo tampoco en diciembre.
De nuevo, la batalla tiene lugar en un árido paisaje costero compuesto en el curso de las dos diagonales de la obra. El centro de la acción está a la izquierda del centro del cuadro, formando un triángulo rectángulo. La superposición escalonada de dos principios compositivos crea una tensión en el cuadro que no emana de las figuras de la batalla, como en la primera Batalla del Amazonas de 1857. Las fuerzas enemigas no están alineadas unas contra otras en orden de batalla y formación, sino que se dispersan por el cuadro en acciones individuales. La multitud de citas utilizadas en la imagen tampoco contribuye a la tensión: Hay derivaciones de las figuras reclinadas de Miguel Ángel de las tumbas de los Médicis, el paisaje del tercio derecho del cuadro tiene el mismo motivo que el dibujo a pluma de Feuerbach Medea mata a sus hijos (Ashmolean Museum, Oxford). La primera versión pictórica de la Batalla de las Amazonas medía 1,20 por 2,77 metros y estuvo por última vez en la Galería Nacional de Berlín antes de ser trasladada a una torre antiaérea de Charlottenburg y destruida durante la Segunda Guerra Mundial.
Konrad Fiedler descubrió a finales de 1869 la batalla amazónica en el estudio de Feuerbach. Su reacción fue cautelosa y llena de vergüenza, por lo que se puso a trabajar en su segunda versión de la Batalla de las Amazonas. 

### Desarrollo posterior a la segunda versión de la obra

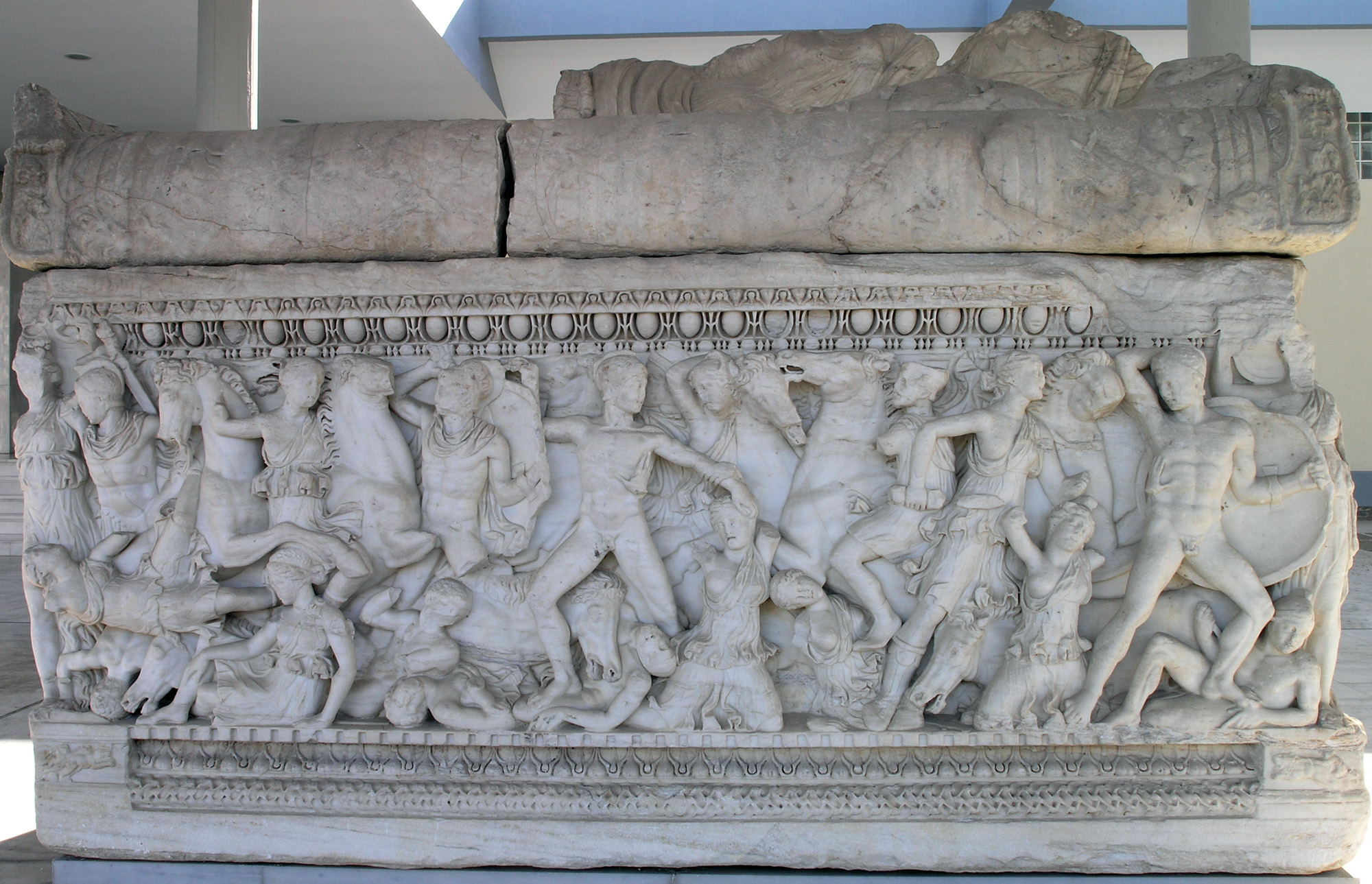
Un sarcófago que representa una batalla amazónica sirvió de inspiración para Feuerbach

En el otoño de 1870, Feuerbach anunció lacónicamente en una carta que el 1 de diciembre comenzaría a trabajar en su Gastmahl y la batalla del Amazonas y que trabajaría en la naturaleza sin más. El 2 de febrero de 1871, informó de que había realizado cinco carpetas de dibujos a mano con más de 250 bocetos para la batalla. Describió el rápido progreso de los trabajos preparatorios para la versión pictórica a tamaño natural de la Batalla de las Amazonas y proclamó con orgullo: "La batalla será de efecto demoníaco". La amante de Feuerbach, Lucia Brunacci, fue el modelo de la mayoría de las amazonas representadas. Los numerosos estudios mostraron los serios esfuerzos de Feuerbach por crear una representación figurativa creíble en su segunda y última versión de la Batalla de las Amazonas. En noviembre de 1871, Feuerbach anunció la finalización del cuadro y, en enero y febrero de 1872, lo repasó meticulosamente, corrigiendo detalles finos.
Cuando Feuerbach se trasladó a Viena en 1873 en el marco de su nombramiento en la "Akademie der Bildenden Künste", inmediatamente hizo que le enviaran el Gastmahl y la Amazonenschlacht. El cuadro de la batalla, que según Feuerbach ocupaba casi todo el estudio, lo puso inmediatamente a prueba y quedó prendado de la nobleza y la grandeza de su obra "a pesar de los desnudos". El cuadro fue barnizado en noviembre de 1873.

## La obra artística
El tema del cuadro se remonta a la saga de las amazonas en la guerra de Troya, tal y como nos ha llegado del poema épico Ilíada, atribuido al poeta griego Homero. Liderados por su reina Pentesilea, acuden en ayuda del rey troyano Príamo, que es atacado por los griegos dirigidos por el rey Menelao de Esparta. En la batalla contra los griegos, Pentesilea es asesinada por el legendario guerrero Aquiles, que se enamora de ella cuando le quita el casco a la amazona moribunda. En contra de las costumbres según las cuales los cadáveres de los enemigos se dejan a los carroñeros tras la batalla, Aquiles entrega el de Pentesilea a los troyanos.

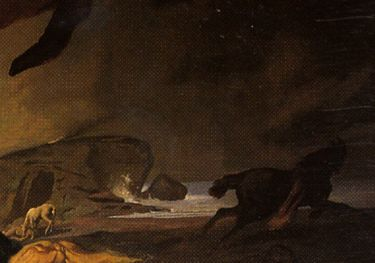
Detalle del fondo derecho

Una vez más, el tratamiento libre de Feuerbach sobre el tema de la leyenda no muestra una batalla real. Aunque las dos grandes direcciones de movimiento opuestas sugieren dos formaciones de batalla enfrentadas, las figuras de la segunda versión de esta obra también se suman sólo en escenas individuales. La multitud de amazonas al fondo izquierdo ataca a un grupo de hombres que se encuentra más a la derecha, pero el ataque es inútil por el hecho de que los hombres sólo resultan heridos. Aunque esta escena parece carecer de sentido, tiene una función formal: introduce la escena de movimiento del fondo, que continúa en las nubes y termina con el caballo corriendo a la derecha. El buitre de la izquierda rompe la dirección del movimiento. Mientras que en la primera versión del cuadro la bahía ocupaba todo el tercio derecho del cuadro, en la segunda versión Feuerbach la redujo a una estrecha franja costera, el Porto d'Anzio, en la que también incluyó la sección del paisaje con el caballo que huye. La única calma en el tercio derecho del cuadro es una pequeña escena: un caballo blanco se inclina sobre el cadáver de una mujer.
Los combates individuales en primer plano están descentrados. Un trapecio a la derecha, desde la esquina inferior izquierda hacia el centro de la obra, capta rápidamente la mirada del espectador: está dominado por una figura de espalda monumental que recuerda a la Leda de Miguel Ángel. Permanece ajena a la acción en el callejón y, descansando en sí misma, distribuye las distintas direcciones de movimiento en el primer plano. A su alrededor hay cinco amazonas, algunas heridas y otras caídas, que forman un marco alrededor de la figura de atrás. Este marco forma el interior de dos elipses que se extienden alrededor de la figura de la espalda. El área que la rodea muestra el esfuerzo de Feuerbach por demostrar sus habilidades adquiridas en la representación de diferentes formas corporales.

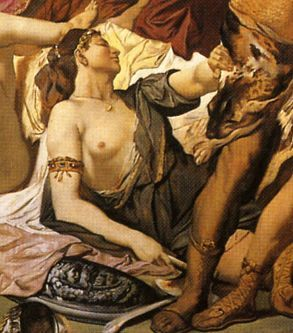
Detalle: Pentesilea

La figura reclinada a la derecha de la figura de espalda es la reina amazona Pentesilea. La posición de su cabeza en la vertical central es significativa. A diferencia de la mayoría de las amazonas caídas, Pentesilea lleva una costosa túnica y, como las amazonas combatientes, ha desnudado su pecho derecho. Feuerbach rompe en su obra por completo con la convención, ya que en las representaciones antiguas las amazonas llevan el pecho izquierdo al descubierto. El motivo de esta ruptura aun no está claro. En su mano derecha se encuentra el hacha de batalla de la cansada reina amazona y con la mano izquierda busca el apoyo de una guerrera mayor. Está apoyada en su escudo y su casco (como el del jinete de la izquierda del cuadro), adornado con plumas de pavo real, yace junto a ella en primer plano y se superpone al borde inferior del cuadro. La expresión de Pentesilea recuerda el origen de su nombre del griego πένθος (pénthos, "dolor") sugerido por Homero. Sin embargo, su representación tiene poco que ver con la antigua prefiguración. Su caída indica la derrota de las Amazonas, pero el enfrentamiento con Aquiles no se produce. La postura de Pentesilea, sin embargo, conduce a otro motivo principal del cuadro, que expresa el sufrimiento y la simpatía incluso más que la reina amazona.

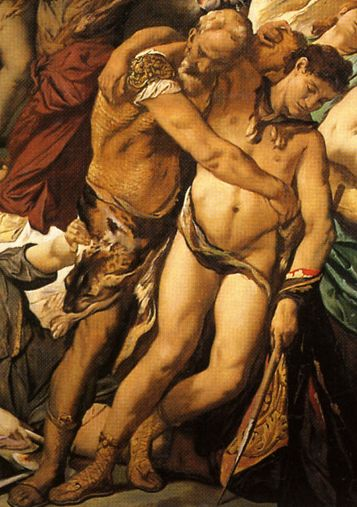
Detalle: grupo de dos hombres

El grupo de dos hombres junto a Pentesilea es otro motivo principal de la obra. Un joven herido con una piel de lobo, que todos los hombres del cuadro llevan como trofeo de la caza del lobo, es llevado desde el campo de batalla por un hombre mayor con una camisa de escamas. El grupo de Aquiles con Pentesilea en el Sarcófago de la Batalla del Amazonas (siglo II d. C., Colecciones Vaticanas) fue la inspiración particular para la pose de las dos figuras. Una carta fechada el 1 de noviembre de 1870, en la que Feuerbach comunica a su madrastra la adquisición de una fotografía del sarcófago, da fe de su conocimiento de la representación. Según Marianne Arndt, se pueden encontrar motivos individuales en los bocetos de tinta y papel secante que Feuerbach realizó durante este periodo. Arndt también postuló que Feuerbach actuaba enteramente en el canon de Carl Ludwig Fernow, quien escribió en su tratado Über den Zweck, das Gebiet und die Grenzen der Dramatischen Malerei (Sobre el propósito, el campo y los límites de la pintura dramática), publicado en Zúrich en 1806: "Cuando nuestra mirada ha vagado en el salvaje tumulto de la batalla y está cansada por las múltiples escenas del combate, descansa con silenciosa contemplación en el conmovedor grupo del padre que encuentra a su hijo muerto en la batalla". Christoffel, que (según Ecker erróneamente) describe a la joven como una amazona, compara a la pareja con la antigua escena de Menelao con el muerto Patroclo en brazos. Por ello, también lo atribuye al grupo Pasquino (antes del año 100 a. C.; copia en el Palacio Braschi, Roma), lo que Ecker considera no improbable. Ecker atribuye la parte inferior del cuerpo y las piernas del joven a la inspiración formal de la Piedad Palestrina de Miguel Ángel (Galería de la Academia, Florencia). Considera que el grupo es un momento retardado en la progresión narrativa del cuadro, que inclina la composición pictórica debido a su postura inestable, a la vez que la concluye y crea así tensión. Como motivo de la demora en la acción, cita "la mano izquierda de Pentesilea reteniendo al guerrero y la breve pausa del hombre para recuperar al herido".

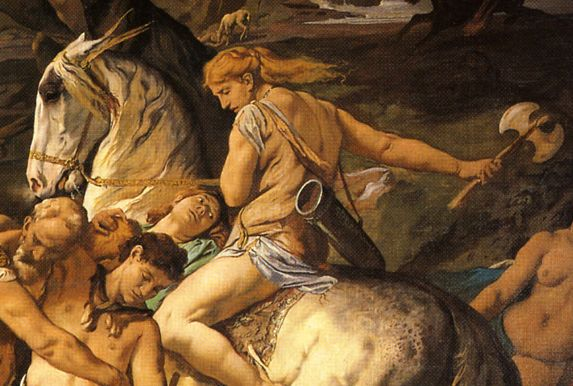
Detalle: amazona con hacha de batalla

La siguiente figura que domina el cuadro se eleva a la derecha de los dos hombres. Una amazona levanta su hacha de combate a lomos de un caballo blanco que sobresale en el cuadro en ángulo. El golpe del jinete se dirige obviamente a la guerrera que acosa a su compañero de armas. En la postura y la expresión, la cabeza del jinete es similar a la de Laocoonte (Colecciones Vaticanas, Roma). Forma el borde derecho de una construcción piramidal, cuya cima está formada por la amazona sobre el caballo encabritado en el centro. Pintado en tonos diferenciados de negro, gris, marrón y violeta, el caballo negro aparece casi fantasmal contra el cielo del atardecer y su postura apunta a la acción en primer plano. Su peso y las pezuñas delanteras de gran alcance se dirigen hacia el callejón con los heridos.

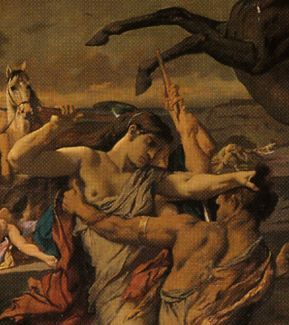
Detalle: Dos Amazonas y un hombre

Se organiza un combate cuerpo a cuerpo a la izquierda debajo del estoque: Dos amazonas acosan con lanzas y hachas de combate a un oponente de piel de bronce que se resiste desesperada pero inútilmente. Es posible que Feuerbach se haya inspirado en el Arco de Constantino, en Roma, donde una amazona con un hacha de guerra está representada en el friso "Trajano en la batalla de los dacios".
El borde izquierdo del callejón con los heridos está delimitado por una "cadena de grupo" (Allgeyer). Allí, un guerrero de piel oscura arranca un collar de perlas del pelo de una amazona. El comentario de Allgeyer sobre esta escena, "hiena de matanza", indica la visión que Feuerbach y sus círculos tenían de los africanos en aquella época. La víctima no se resiste y se resigna a su destino con un gran gesto. El ángulo de su brazo izquierdo recuerda al Niobid moribundo (c. 430 a. C., Museo Nazionale Romano) y al esclavo moribundo de Miguel Ángel (Louvre, París). En esta figura en particular, hay claros rasgos del modelo de Feuerbach, Lucia Brunacci. La batalla a la derecha de esta pareja está inspirada en la Batalla de las Amazonas de Rubens (Alte Pinakothek, Múnich). Una amazona pendenciera a caballo, enfrentándose a un guerrero que está a punto de atacar, completa el grupo. La realización escultórica de la figura del reverso es fruto de los detallados estudios de Feuerbach y, según Christoffel, representa el simbolismo del cuadro. Aquí, la discrepancia entre los gestos teatrales de Feuerbach y la demanda de la sociedad de la época de "vida real" es el principal problema para la aceptación del cuadro por parte de sus contemporáneos. En cierto modo, Feuerbach también iba por detrás de los signos de los tiempos, ya que incluso la ópera había recurrido a formas de representación más realistas a mediados del siglo XIX.
El colorido general de la imagen es muy sobrio y evita los tonos chillones. En el centro, con los caídos y el escuadrón de rescate, aparecen tonos azules, verdes, violetas y rosas en un entorno que, por lo demás, es gris y marrón. El callejón con las amazonas heridas y caídas está iluminado por una franja de luz apagada. Hacia los bordes de la imagen, la acción se oscurece hasta alcanzar tonos violetas y marrones.
En cuanto a la composición de las figuras, Allgeyer destaca especialmente la presencia de los Siete: Dos veces siete figuras femeninas contra siete masculinas, siete acciones diferentes, siete amazonas en combate y siete fuera de combate. La caída de Pentesilea, como clara señal del resultado de la batalla, anula este estancamiento. Para Marianne Arndt, la atención "ya no se centra en la batalla como tal, sino en sus consecuencias, lo que también corresponde al desarrollo pictórico de Medea. Aquí, como allí, el objetivo final es profundizar en lo trágico, no en el contenido dramático".
La ejecución de la segunda versión de la Batalla de las Amazonas de Feuerbach apunta en sus enunciados al poema Nänie de Friedrich Schiller, que fue recitado por Johannes Brahms en memoria de su amigo Anselm Feuerbach. Ecker considera muy probable que Feuerbach y Brahms hayan reflexionado juntos sobre Nänie.

## Recepción

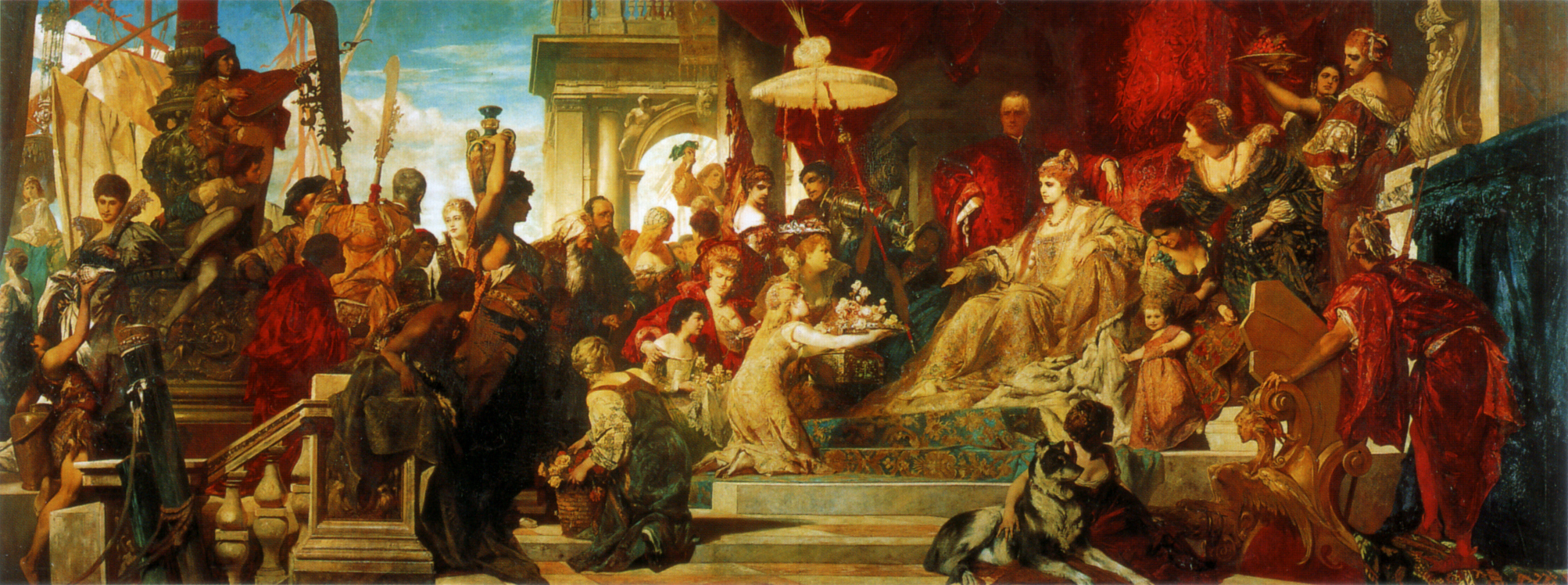
El cuadro Venecia, terminado al mismo tiempo, rinde homenaje a Catarina Cornaro de Hans Makart

Desde el momento de su finalización, la segunda versión de La batalla de las amazonas fue considerada la obra cumbre de Feuerbach. Los elogios del crítico de arte vienés Emerich Ranzoni en la "Neuen Freien Presse" tuvieron un gran significado para él. Ranzoni habla de la satisfacción que sintió al ver la segunda versión de la Batalla de las Amazonas, ya que en ella el artista da testimonio de su profunda seriedad moral y de su progresivo desarrollo. Compara la composición simétrica pero hábilmente desplazada con el "Cinquecento". Aunque ya en 1872 había criticado el uso del color por parte de Feuerbach, ahora alababa los progresos realizados y citaba como prueba el sensacional uso del color por parte de Pietro Aretino. Las proporciones de las figuras también son armoniosas para él esta vez. Por último, apela al lector para que compare favorable y adecuadamente la Batalla de las Amazonas de Feuerbach con la sensacional obra de Hans Makart Venecia en homenaje a Catarina Cornaro.
Sin embargo, la misma revista no tardó en publicar un artículo crítico de Daniel Spitzer, que no sólo criticaba la falta de autenticidad de las Amazonas en su representación, sino que también se burlaba del colorido poco natural del cielo y de la falta de expresión dramática de las figuras. Después de este artículo, Feuerbach perdió el valor de seguir esperando un éxito rotundo para su pintura. Incluso quiso renunciar a su cátedra en Viena y cancelar la exposición de la Batalla de las Amazonas. Henriette Feuerbach se pronunció a favor de su hijastro, pero sus colegas vieneses trataron hábilmente al egocéntrico y vulnerable pintor de una manera que les beneficiaba.
En la exposición de Viena del 15 de enero de 1874, en la que se presentaron por primera vez al público La batalla de las amazonas de Feuerbach y la segunda versión de El banquete, Feuerbach quedó por detrás de Makart, tal y como había temido Ranzoni. Esto le amargó y complicó la búsqueda de un comprador para el cuadro, por el que calculaba 40.000 florines. En una carta fechada en abril de 1874, escribió: "La batalla está lanzada, es sumamente espléndida, sólo los monos sarnosos pueden codiciar algo así. Lo envío sin marco, no necesita ninguno". En vida de Feuerbach, la obra no se vendió. Su madrastra lo ofreció, junto con su Juicio de París, a la Pinacoteca de Múnich por 20.000 marcos, pero ésta lo rechazó. Tras la muerte de Anselmo, Henriette Feuerbach donó el cuadro a la ciudad de Núremberg.
Christoffel considera que la Segunda Batalla de las Amazonas de Feuerbach es su creación más importante y al mismo tiempo "uno de los cuadros más extraños e ingeniosos de la pintura alemana del siglo XIX". Lo caracteriza como una fusión de varios elementos de formación de figuras en una estructura estilística. Además, considera que las figuras son muy creíbles y encuentra la acentuación del tema en algunos elementos formales como artísticos llamativos.